# Annerveensche Heerencompagnie

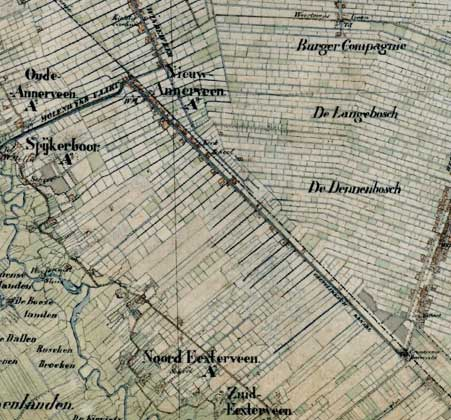
De Anner- en Eextervenen, direct na de vervening omstreeks 1830-1850

De Annerveensche Heerencompagnie was een organisatie die opgericht werd in 1764 ten behoeve van de ontginning van ongeveer 500 hectare veengebied tussen de Hunze en de Semslinie, de zogenaamde Anner- en Eextervenen.

## Geschiedenis
De Annerveensche Heerencompagnie werd opgericht in 1764. Participanten in de compagnie waren zes heren: de secretaris van de Landschap Drenthe Coenraad Wolter Ellents, de ontvanger-generaal van Drenthe Johannes van Lier, de schulte van Anloo, Gieten en Zuidlaren Jan Rudolf Böttichius, de schulte van de Wijk Willem Hiddingh sr.,  de herbergier en verlaatmeester van het Spijkerboorse verlaat Willem Grevijlink en zijn zoon de landmeter en ingenieur Lambartus Grevijlink. Deze laatste was als vervener en bewindvoerder de drijvende kracht achter de compagnie. Voor de ontsluiting van het gebied werd parallel aan de Semslinie een kanaal op Drents grondgebied gegraven. Het kanaal werd bekostigd en beheerd door Groningen. De nieuwe veenkolonie kreeg vrijstelling van belasting verleend door de provinciale overheid van Drenthe. Het werd de compagnie toegestaan om Drentse turf via het nieuwe kanaal, dat aansloot op het Kielster Hoofddiep in de provincie Groningen, af te voeren. Het kanaal werd het Grevelingskanaal genoemd naar de initiatiefnemer van de ontginning. Langs dit kanaal ontstond Annerveenschekanaal. Grevijlink liet er zelf in 1785 een herenhuis bouwen.  Het gebied werd ontgonnen in de laatste decennia van de 18e eeuw en in de eerste helft van de 18e eeuw. De Heerencompagnie werd in 1810 beëindigd. Van 1822 tot 1847 werden de ontgonnen gronden verkocht door een nieuw opgerichte compagnie, de Annerveensche Compagnie.

## Kloosterveen bij Smilde
De compagnie bezat ook veengronden in het Kloosterveen bij Smilde. Hier lieten zij in 1771 het Zes Herenhuis bouwen, dat later  het Kymmellhuis werd genoemd, naar Lucas Oldenhuis Kymmell, die vanaf 1784 eigenaar van het huis was.